# Touring Berlinetta Lusso
Touring Berlinetta Lusso – samochód sportowy klasy wyższej wyprodukowany przez włoskie przedsiębiorstwo Carrozzeria Touring Superleggera w 2015 roku.

## Historia i opis modelu

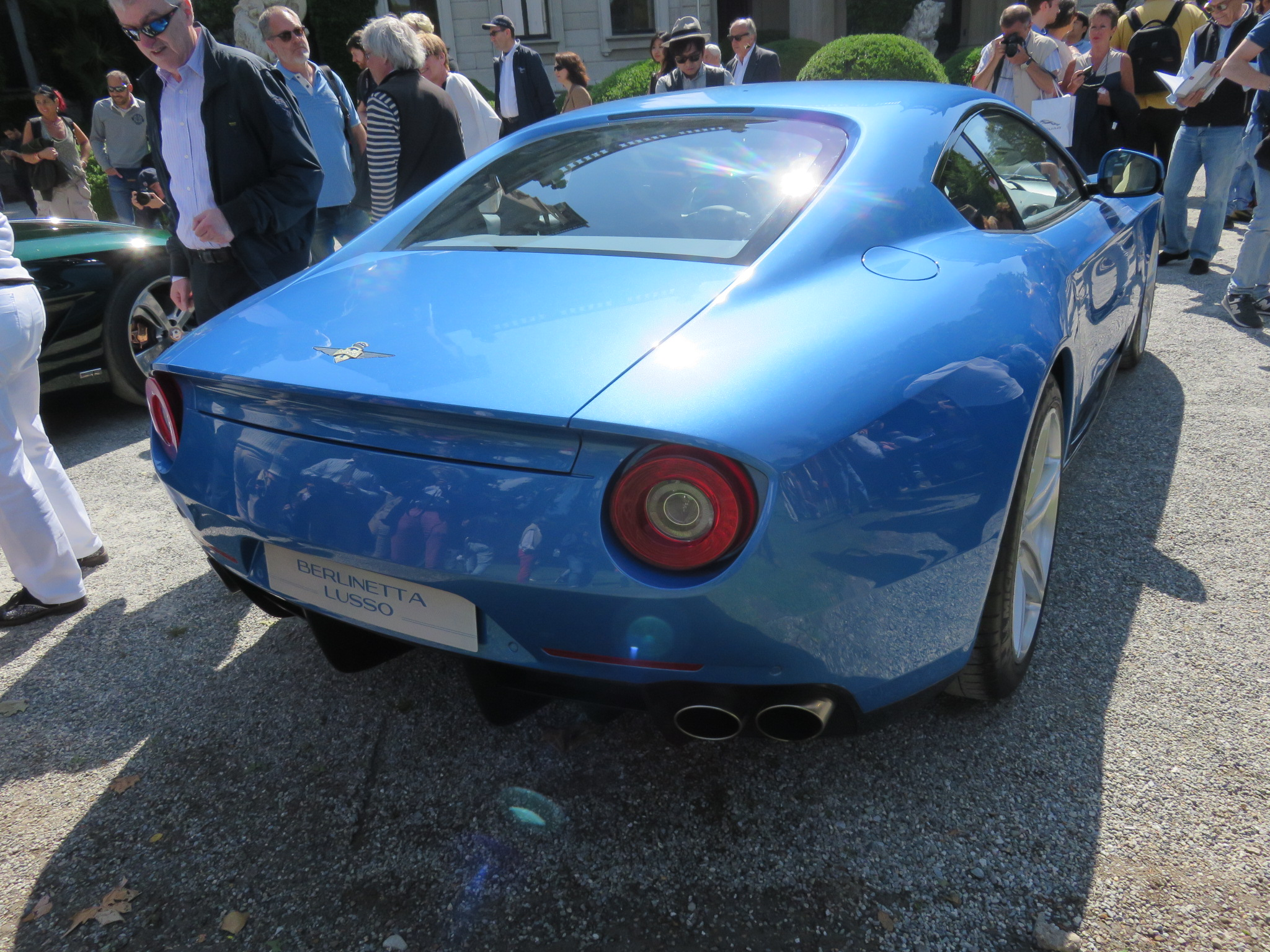
Touring Berlinetta Lusso - tył

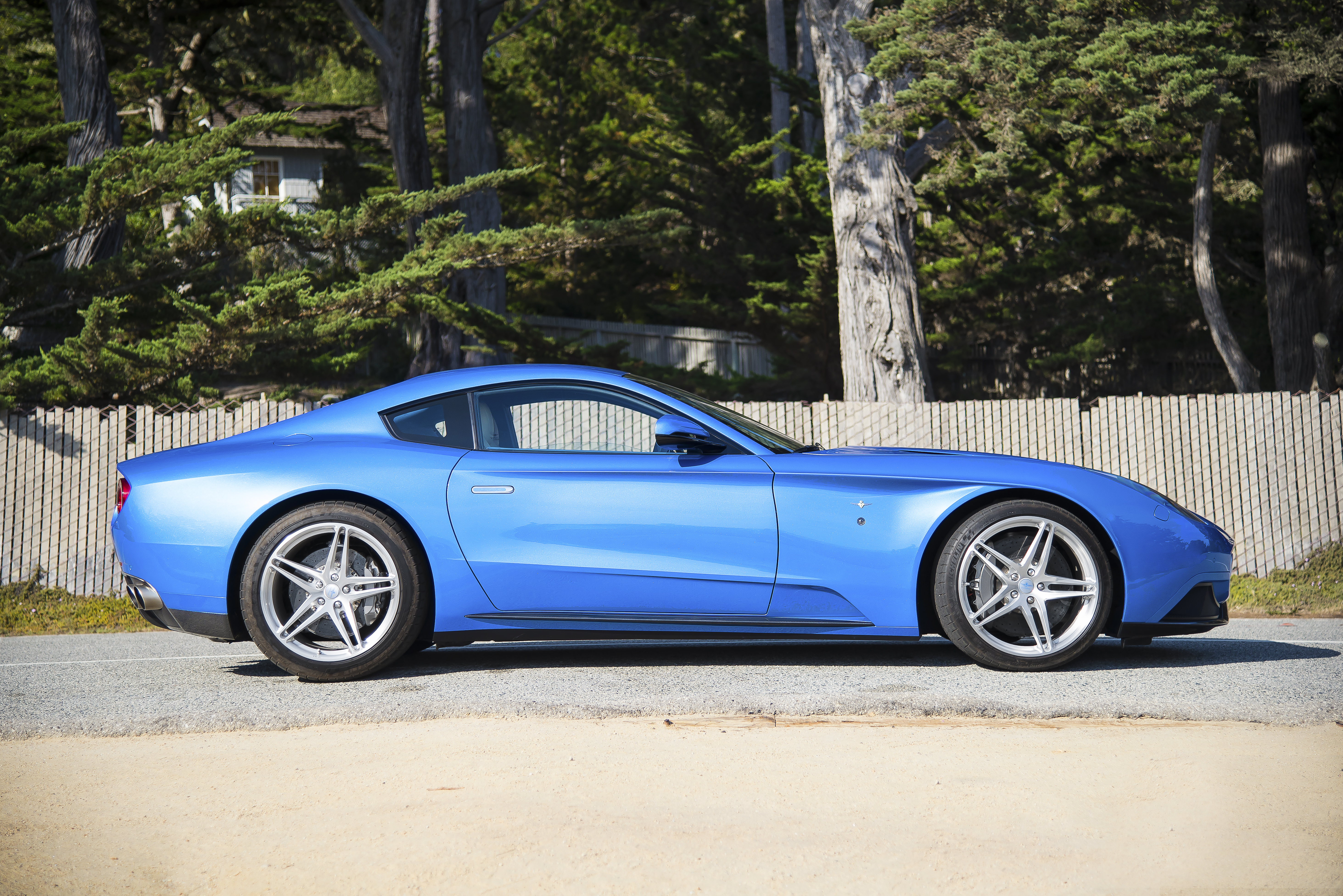
Touring Berlinetta Lusso - sylwetka

W marcu 2015 roku podczas wystawy samochodowej Geneva Motor Show przedstawiony został nowy modeł a włoskiego producenta nadwozi Carrozzeria Touring Superleggera. W oparciu o egzemplarz Ferrari F12berlinetta, który dostarczony został do mediolańskiej manufaktury przez jednego z klientów prywatnych, zdecydowano się opracować zupełnie nowy projekt nadwozia. Projekt powstał jako autorska konstrukcja Carrozzerii Touring Superleggery - stąd nadwozie pozbawiono logotypów Ferrari.
Samochód otrzymał bardziej klasyczną, trójbryłową sylwetkę z charakterystycznymi, smukłymi liniami, a także przetłoczeniami mającymi zapewnić jak najlepszy docisk tylnej osi. Nadwozie Berlinetty Lusso wykonano z połączenia lekkich stopów aluminium oraz włókna węglowego, co pozwoliło zredukować masę i zapewnić większą wytrzymałość konstrukcji niezależnie od warunków atmosferycznych, na czele z wysokimi temperaturami.
Do napędu Touring Berlinetty Lusso wykorzystany został wolnossący silnik benzynowy typu V12 pochodzący z oryginalnego Ferrari F12berlinetta, rozwijając 740 KM mocy przy 6,2 litra pojemności. Sprint do 100 km/h zajmuje 3,1 sekundy, a prędkość maksymalna została określona na 340 km/h.

### Sprzedaż
Touring Berlinetta Lusso powstało w serii ściśle limitowanej, budując łącznie 5 egzemplarzy za nieujawnioną w momencie premiery cenę. Proces budowy każdej ze sztuk sportowego grand tourera był tożsamy z genezą samochodu - po dostarczeniu oryginalnego, prywatnego egzemplarza Ferrari F12berlinetta firma potrzebuje ok. 5 tysięcy roboczogodzin w okresie 6 miesięcy na zbudowanie oraz dostarczenie do nabywcy gotowego egzemplarza unikatowego pojazdu.

### Silnik
- V12 6.0l 740 KM